# Coupe de Turquie de football 2020-2021
Navigation
Édition précédente Édition suivante
La Coupe de Turquie de football 2020-2021, est la 59e édition de la Coupe de Turquie.
Elle est organisée par la Fédération de Turquie de football (TFF). La compétition met aux prises 160 clubs amateurs et professionnels à travers la Turquie. Trabzonspor est le tenant du titre.
Le Beşiktaş JK remporte son 10e titre en battant en finale l'Antalyaspor.

## Calendrier
Le calendrier de la Coupe de Turquie 2020-2021 a été annoncé sur le site Internet de la Fédération turque de football le 8 octobre 2020.
| Tour             | Date                  | Équipes participantes | Équipes entrantes |
| ---------------- | --------------------- | --------------------- | ----------------- |
| 1er tour         | 13 - 15 octobre 2020  | 42                    | 42                |
| 2e tour          | 20 - 22 octobre 2020  | 46                    | 25                |
| 3e tour          | 3 - 5 novembre 2020   | 86                    | 63                |
| 4e tour          | 24 - 26 novembre 2020 | 52                    | 9                 |
| 5e tour          | 15 - 17 décembre 2020 | 32                    | 6                 |
| 8es de finale    | 12 - 14 janvier 2021  | 16                    | -                 |
| Quarts de finale | 9 - 11 février 2021   | 8                     | -                 |
| Demi-finale      | 16 - 18 mars 2021     | 4                     | -                 |
| Finale           | 18 mai 2021           | 2                     | -                 |